# Molen op de Meulenberg
De Molen op de Meulenberg was een watermolen op de Voer in 's-Gravenvoeren in de Voerstreek, Belgisch Limburg.
Anno 2010 is de eerstvolgende watermolen op de Voer stroomopwaarts gezien de Pompmolen in Sint-Martens-Voeren en stroomafwaarts de Molen van Lhomme in 's-Gravenvoeren.
Het betreft een bovenslagmolen die in gebruik is geweest als papiermolen en later als korenmolen. Van oorsprong was de watermolen in gebruik als papiermolen in de periode van 1574 tot 1630. Later werd de productie van papier vervangen door een graanmolen. De kern van de gebouwen stamt uit de 18e eeuw aangegeven door een gevelsteen met het jaartal 1755. Een sluitsteen noemt het jaartal 1761. In 1991 is het pand gerenoveerd.
Het molengebouw ligt aan het straatje Meulenberg en ligt hoger dan de verderop stromende Voer. Naar de straatzijde aan de zuidkant zijn de gebouwen erg gesloten: dit is de zijgevel die de plaats was waar het waterrad geweest is. Tot in de jaren 1970 was hier het metalen bovenslagrad nog aanwezig. Bij de renovatie tot woning zijn het rad en het binnenwerk verdwenen. De molentak die over een afstand van meer dan 500 meter water aanvoerde is geheel droog komen te staan en vervallen, maar is in 2010 nog steeds in het landschap duidelijk zichtbaar.

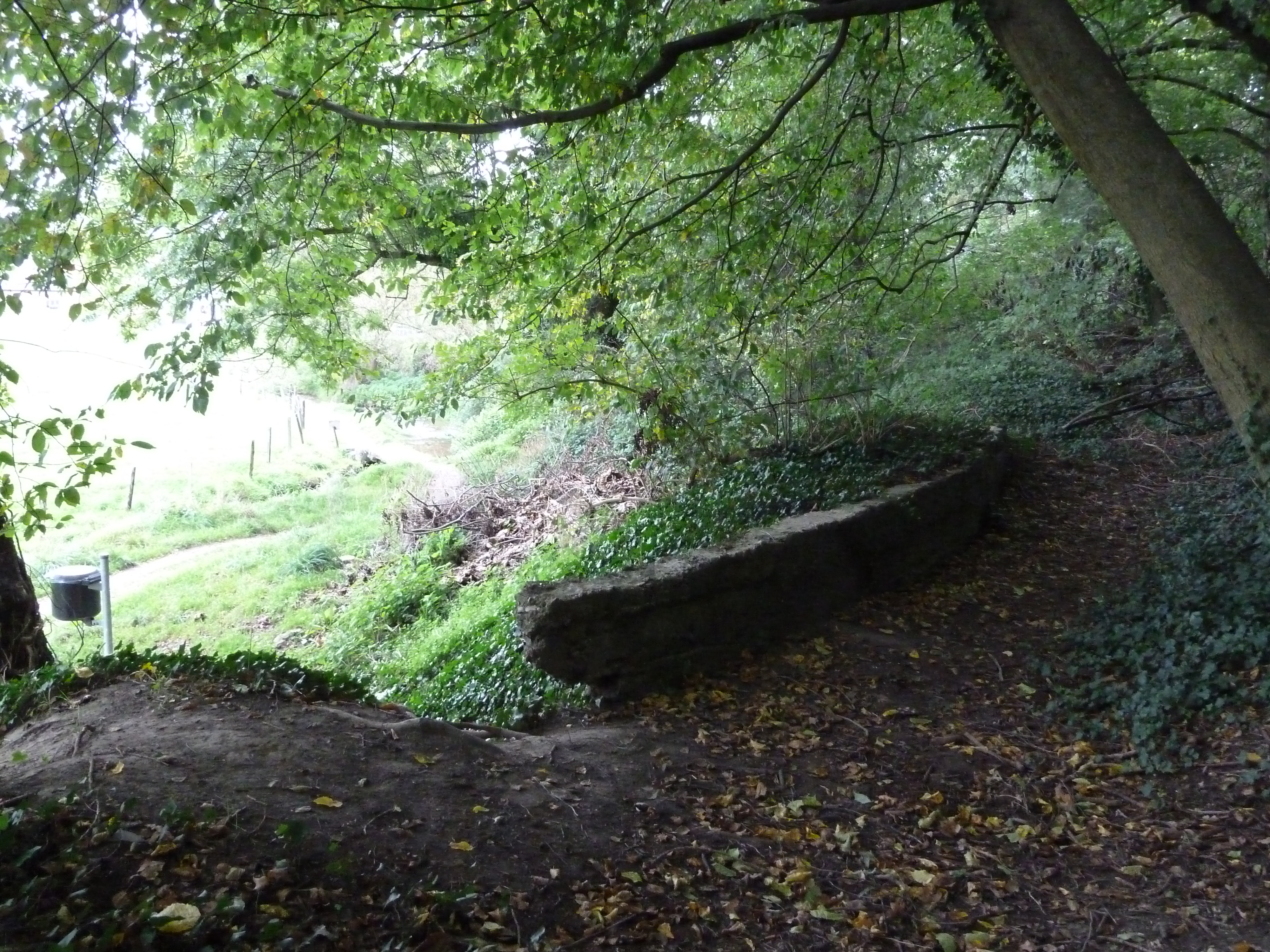
Links de Voer, rechts de inmiddels droge molentak
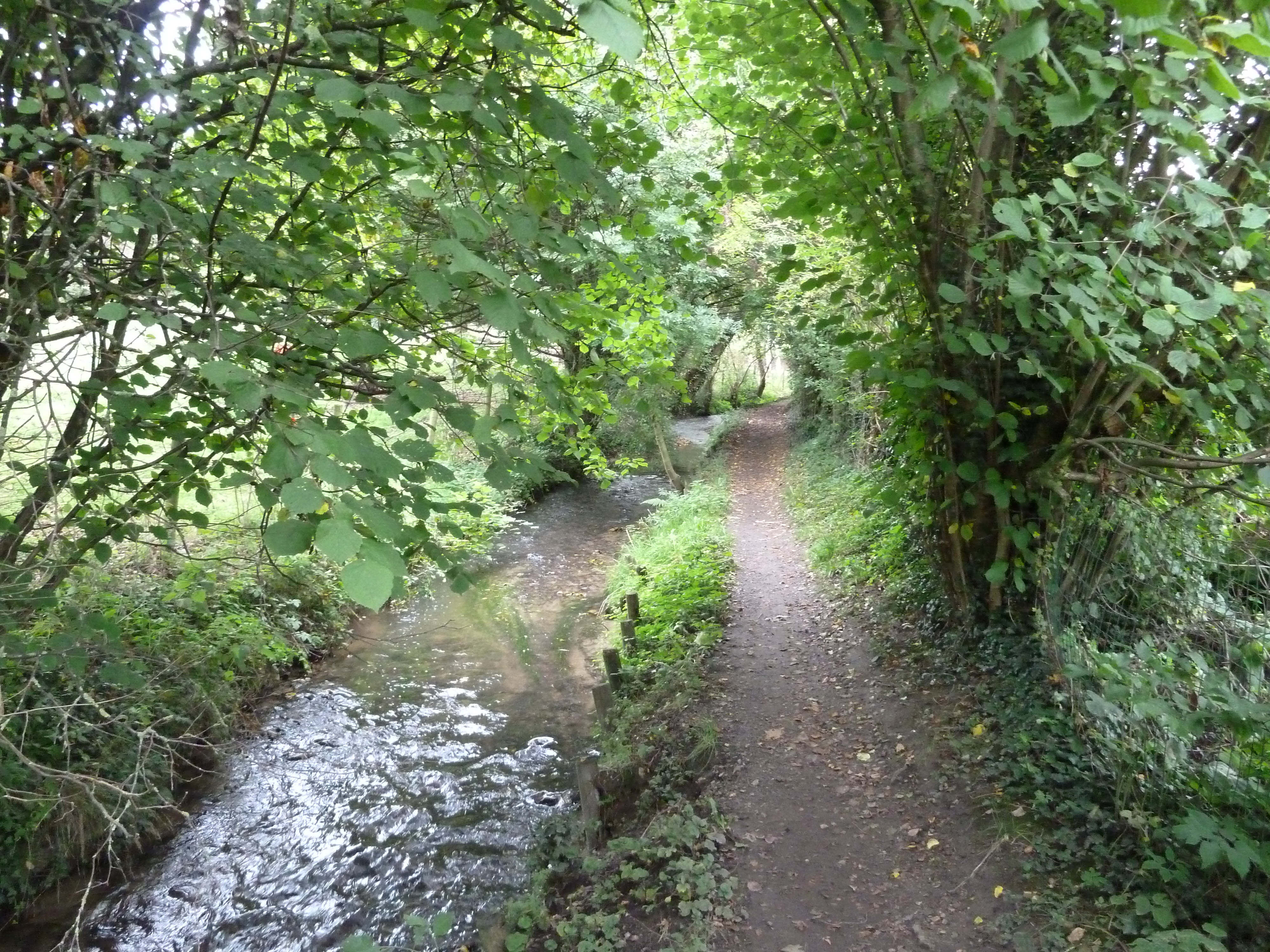
De Voer ongeveer ter hoogte van de molen
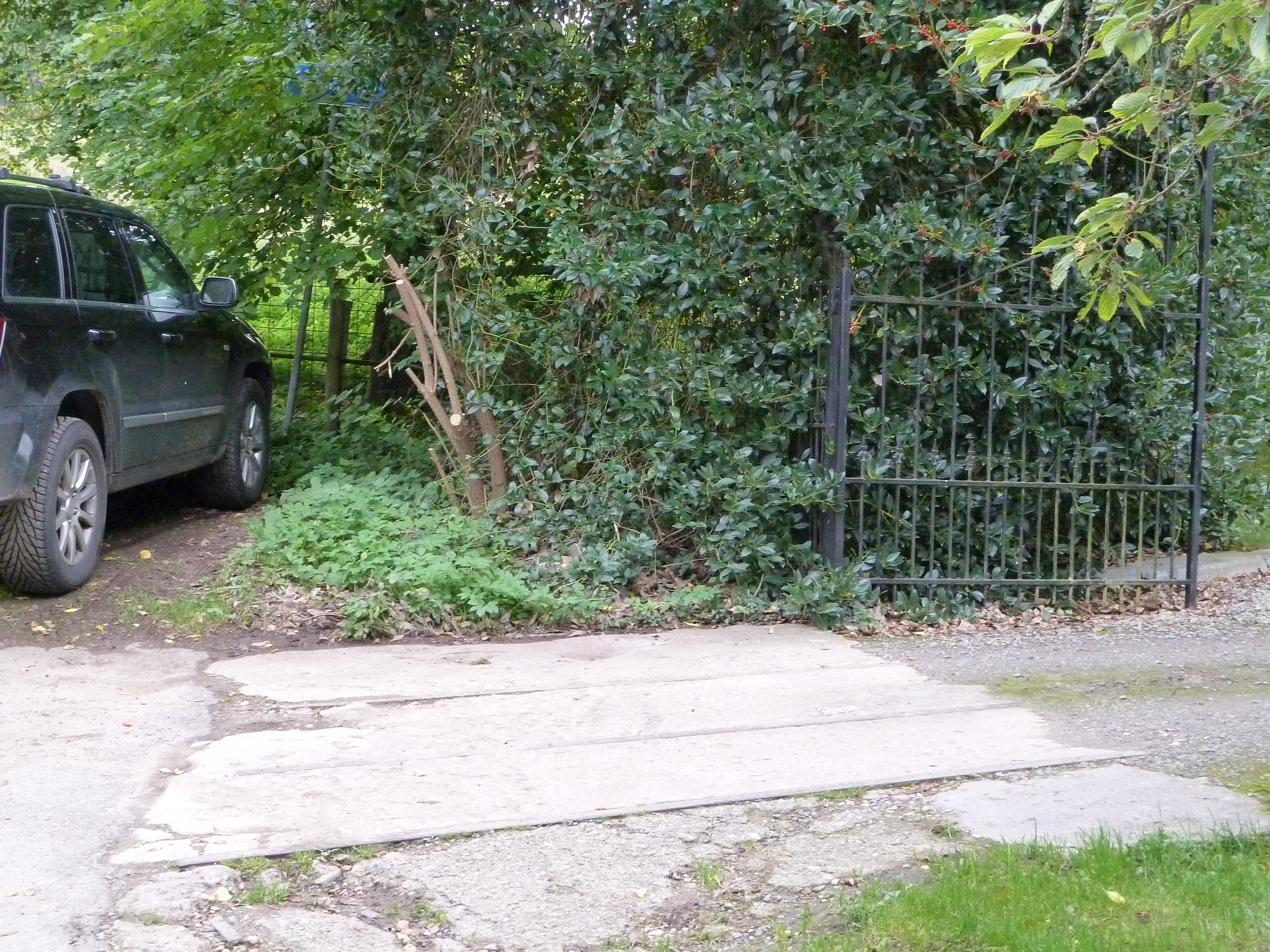
Onder deze betonnen platen liep de molentak door

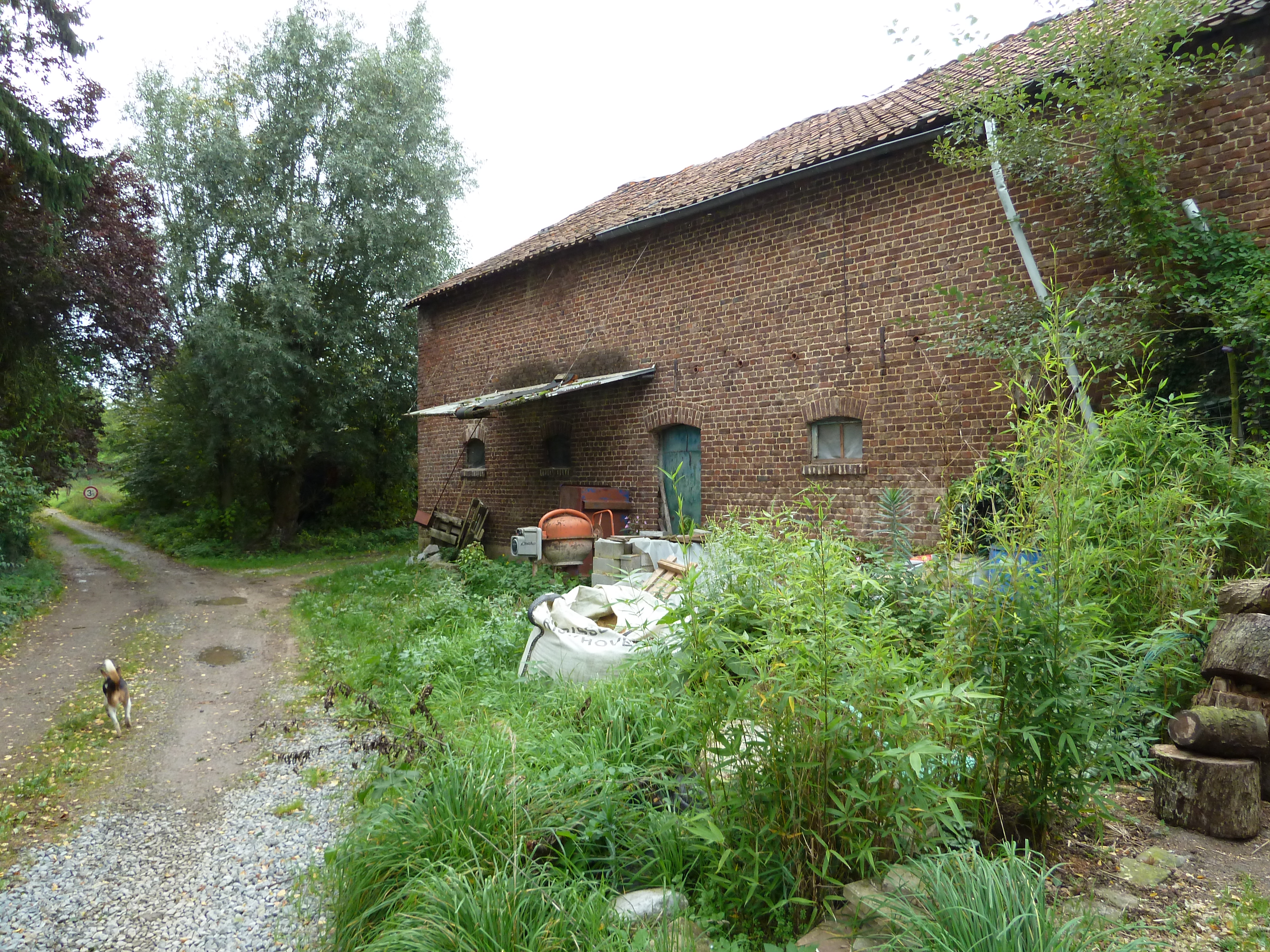
Naast deze muur liep het gebruikte water
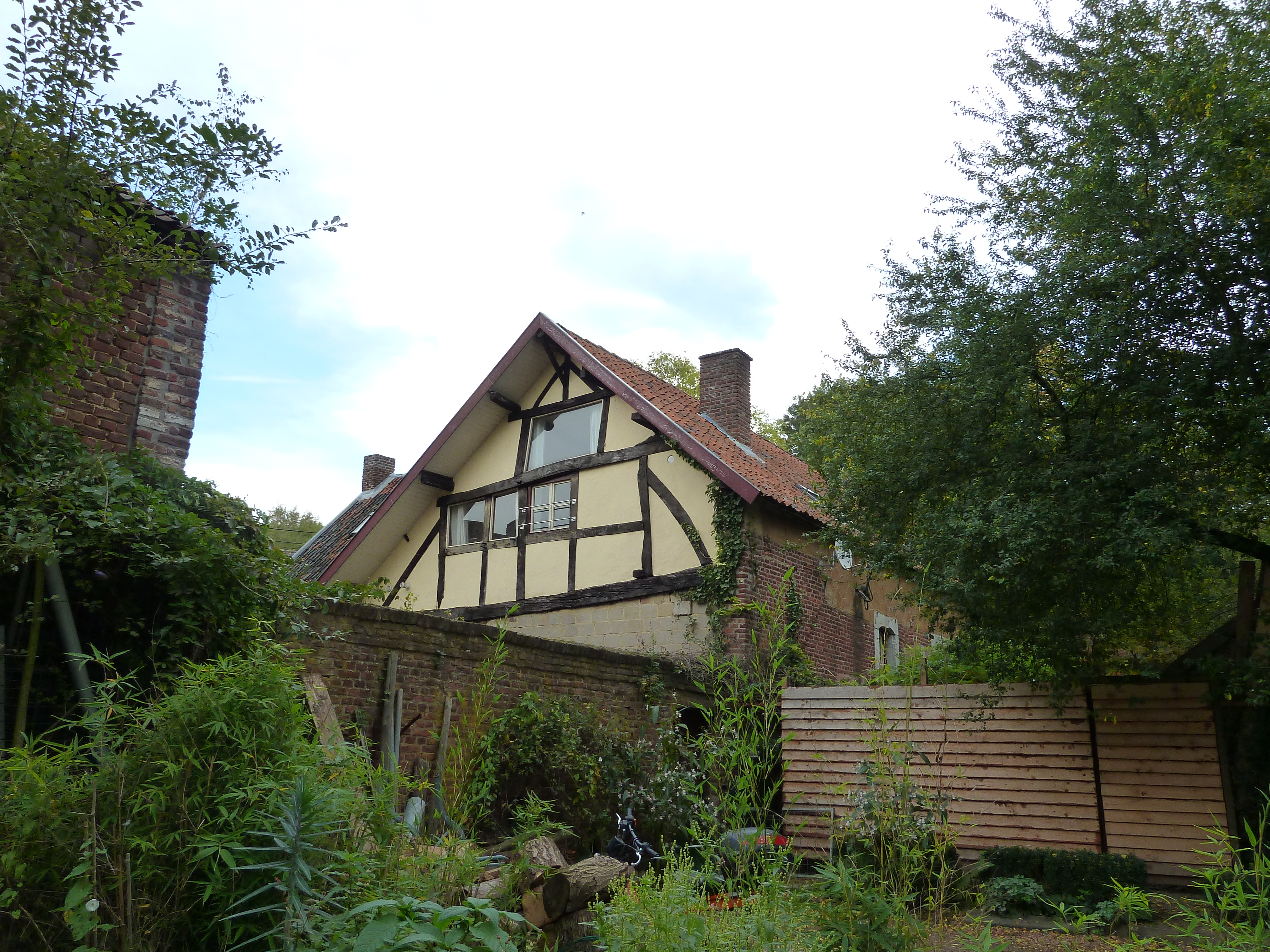
Het molenhuis, naast de muur liep het gebruikte water van de molen